# Teucholabis (Teucholabis) tactilis
Teucholabis (Teucholabis) tactilis is een tweevleugelige uit de familie steltmuggen (Limoniidae). De soort komt voor in het Neotropisch gebied.